# Мубарак-эль-Кабир
Мубарак-эль-Кабир (араб. مبارك الكبير‎) — губернаторство (мухафаза) в Кувейте.
- Административный центр — Мубарак-Эль-Кабир[1].
- Площадь — 94 км², население — 223 912 человек (2010 год).

В губернаторстве главным образом сосредоточены жилые здания.

## География
На севере граничит с губернаторством Хавалли, на западе с губернаторством Фарвания, на юге с губернаторством Ахмади. На востоке омывается водами Персидского залива.

## Административное деление
В состав губернаторства входят 11 районов:
- Abu Ftaira
- Al-Adan
- Al-Qusour
- Al-Qurayn
- Fineitees
- Messila
- Mubarak Al-Kabeer
- Sabah Al-Salem
- Sukhan
- Wista Area
- Wista South Area

Было сформировано в 2000 году, когда губернаторство Хавалли было расколото на две части.